# Kalbshaxe Florida
Kalbshaxe Florida, oft auch Schmeckt’s? betitelt, ist ein Sketch von Loriot aus der Fernsehserie Loriot. Der Sketch zeigt einen Gast im Restaurant, der aufgrund ständiger Fragen nicht zur Einnahme seiner Mahlzeit kommt. Einen gewissen Kultstatus erlangte die Aussage „Sie haben mir ins Essen gequatscht!“ des von Loriot gespielten Protagonisten sowie die wiederholte Frage des Kellners „Schmeckt’s?“.

## Handlung
Der von Loriot gespielte Gast betritt ein Lokal und nimmt an einem Tisch Platz, an dem bereits ein weiterer Gast sitzt. Nach einem Blick in die Speisekarte bestellt er eine Kalbshaxe Florida, die bald vom Kellner gebracht wird. Sowohl der Tischnachbar gegenüber als auch der Gast am Nebentisch und weitere Personen stellen ständig Fragen, unter anderem zum bestellten Gericht, sodass der stets höflich antwortende Gast nicht zum Essen kommt. Außerdem stellt ihm der Kellner ständig die Frage „Schmeckt’s?“, ob es so recht sei oder ob alternative Beilagen gewünscht seien. Da die ständige Fragerei nicht aufhört, platzt dem Gast der Kragen und auf die erneute Frage, ob es schmeckt, schreit er ein lautes „Ja!“ in den Raum. Alle übrigen Gäste und der Kellner sind konsterniert und fragen nach dem Grund des Aufschreis, woraufhin der Gast erklärt, man lasse ihn gar nicht speisen und habe ihm „ins Essen gequatscht“. Nach einer heftigen Diskussion über die Berechtigung der Anschuldigung erscheint der Geschäftsführer, der dem Gast die Mahlzeit auf Kosten des Hauses anbietet. Bei vollkommener Stille beobachten nun die Gäste sowie ein Kind den Gast, wie er das Gericht verspeist. Der Sketch endet mit den Worten von Umstehenden: „Was ist denn hier los? – Der Herr isst eine Kalbshaxe. – Ach!“.

## Ausstrahlung
Kalbshaxe Florida wurde erstmals am 18. Oktober 1976 in der zweiten Folge Loriots Teleskizzen der sechsteiligen Fernsehserie Loriot in der ARD ausgestrahlt. In der Fassung von 1997 erschien der Sketch in der Folge 9 am 17. Juni 1997. 

## Rezeption
Loriots Humor dreht sich in dem Sketch hauptsächlich um zwischenmenschliche Beziehungen und sinn- und gefühlsleere Verhaltensmuster, die durch überbetonte Benimmplattitüden zum Tragen kommen. Schon der Blick in die Speisekarte soll zum Schmunzeln anregen, da bereits die Namen der Gerichte selbst, unabhängig von ihrer dramaturgischen Bedeutung, belustigend sind, was typisch für den einzigartigen Sprachwitz Loriots ist.